# ツルドクダミ
ツルドクダミ（蔓蕺草、学名: Reynoutria multiflora）は中国原産のタデ科のつる性多年草。別名、カシュウ（何首烏）ともよばれ、漢名の「何首烏」の日本語読みによる。和名は葉がドクダミに似て、つるになることからこの名が付くが、ドクダミとは科の異なる別種の植物である。中国原産。

## 特徴
原産地は中国。日本では本州から四国、九州、沖縄まで分布する帰化植物である。山野や市街地周辺の空き地、道端、生け垣などで見られる。
つる性の多年草。つるは、無毛で基部は木質化して1センチメートル (cm) くらいの太さにまでなり、巻き付くものがあれば2メートル (m) 以上に這い上がって登る。地下には球状の塊茎がある。つるの巻き方向は、上から見て右巻き（S巻き）と左巻き（Z巻き）の両方向で、これは本種の特徴にもなっている。繁殖力旺盛で、枝分かれしながら繁殖してどこまでも這い上がり、あたり一面を覆いつくすほど勢いがある。
葉は長い葉柄がついて互生し、葉身は卵形から広卵形または心臓形で長さは7 cm前後で先端は尖り、基部は心形で凹んでおり、その形はドクダミによく似るがドクダミのような匂いはしない。葉の両面ともに無毛。色は濃緑色をしており、やや厚くしなやかな質感を持つ。葉柄の基部近くに関節と、基部に短い鞘状托葉（托葉鞘）があり、つるである茎を取り巻いている。托葉鞘は淡褐色の膜質で、長さは5 - 10ミリメートル (mm) ほどある。
花期は秋（8 - 10月）。雌雄同株。側枝の葉腋から出た円錐状の総状花序に雄花と雌花が混在してつき、緑白色をした小さな花を小雪が舞うごとく多数つける。花序の枝には細かい毛が密生する。白い花弁のように見えるのは5裂した萼片（花被片）で、径約2ミリメートル (mm) 、外側の3枚の花被片は背部が竜骨状になる。花の中に8個の雄しべがつき葯は白色。雌しべは1本つき、雌しべには花柱が3本で、柱頭には乳頭状突起が生じる。
果実は痩果（そうか）で、萼（花被片）が発達して翼状になって痩果を包みこみ茎からぶさ下がる。痩果は3稜形で、つやのある黒色である。染色体数は、2 n=22。
似た塊根を作るニガカシュウが存在するが、こちらは単子葉類のヤマノイモ科に属するまったくの別種である。

## 利用
ツルドクダミの地下にある塊根を漢方薬の生薬として「何首烏（かしゅう）」とよび、古くから不老長寿のための滋養強壮剤として利用されてきた。また、烏のように髪を黒くする作用があることから「烏」の文字がつけられている。韓国では「白首烏（はくしゅう、ペクスオ）」というよく似た名前の生薬が用いられるが、こちらはキョウチクトウ科のコイケマという植物が用いられており、別物である。生何首烏は潤腸、瀉下および消炎の作用が強く、熱加工した製何首烏は肝腎補益の作用が強い。なお、何首烏を鉄器で調理したり動物の血に晒すなど鉄分を加えることや、ネギやニンニクを共に食することは禁忌とされている。
薬草として塊根を掘って細かく刻んだものを天日干ししたものを煎じて服用すると、やや体を温める効能と、若白髪、脱毛、便秘、疲労倦怠に効果があるとされる。
つるは、「夜交藤（やこうとう）」と称され、不眠症に漢方薬として伝えられてきた。
日本では江戸時代と近年になって漢方薬として栽培されたが、その後一部が野生化している。東京都心部でも見られるが、これも大名屋敷などで栽培されたのが逸出したものといわれている。